# Кевін Мальже
Кевін Мальже (люксемб. Kevin Malget, нар. 15 січня 1991, Вільц) — люксембурзький футболіст, захисник клубу «Ф91 Дюделанж».
Виступав, зокрема, за «Алеманію-2» (Аахен), а також національну збірну Люксембургу.

## Клубна кар'єра
У дорослому футболі дебютував 2008 року виступами за команду «Алеманія-2» (Аахен), в якій провів три сезони, взявши участь лише у 10 матчах чемпіонату. 
До складу клубу «Ф91 Дюделанж» приєднався 2011 року. Відтоді встиг відіграти за клуб з Дюделанжа 82 матчі в національному чемпіонаті.

## Виступи за збірну
У 2010 році дебютував в офіційних матчах у складі національної збірної Люксембургу. Наразі провів у формі головної команди країни 29 матчів.

## Титули та досягнення
- Чемпіон Люксембургу (8):

«Ф91 Дюделанж»: 2011, 2012, 2014, 2016, 2017, 2018, 2019
«Свіфт»: 2023
- Володар Кубка Люксембургу (4):

«Ф91 Дюделанж»: 2012, 2016, 2017, 2019